# Antoaneta Kostadinova
Antoaneta Kostadinova (búlgar: Антоанета Костадинова)  (Tărgovište, 17 de gener de 1986) és una tiradora olímpica búlgara, especialitzada en les proves de 10 metres amb pistola d'aire i 25 metres amb pistola. Ha participat en 3 Olímpiades, guanyant la medalla de plata en la disciplina dels 10 metres pistola d'aire, en els Jocs Olímpics de Tòquio 2020. A més, ha guanyat 5 medalles en els Jocs Europeus i 2 medalles de plata en els Campionats d'Europa.
Antoaneta Boneva (és el seu nom de soltera), va estudiar per ser professora d'esports, tot i que actualment la seva dedicació professional és la de policia.

## Trajectòria professional
| Jocs Olímpics      | Jocs Olímpics  | Jocs Olímpics | Jocs Olímpics                 |
| Any                | Seu            | Posició       | Prova                         |
| ------------------ | -------------- | ------------- | ----------------------------- |
| 2012               | Londres        | 9a posició    | 10m pistola d'aire            |
| 2012               | Londres        | 10a posició   | 25m pistola                   |
| 2016               | Rio de Janeiro | 41a posició   | 10m pistola d'aire            |
| 2016               | Rio de Janeiro | 8a posició    | 25m pistola                   |
| 2020               | Tòquio         | 2             | 10m pistola d'aire            |
| 2020               | Tòquio         | 4a posició    | 25m pistola                   |
| Campionat del Món  |                |               |                               |
| 2010               | Múnic          | 36a posició   | 10m pistola d'aire            |
| 2010               | Múnic          | 33a posició   | 25m pistola                   |
| 2014               | Granada        | 19a posició   | 10m pistola d'aire            |
| 2014               | Granada        | 7a posició    | 25m pistola                   |
| 2018               | Changwon       | 33a posició   | 10m pistola d'aire            |
| 2018               | Changwon       | 20a posició   | 25m pistola                   |
| 2022               | Caire          | 14a posició   | 10m pistola d'aire            |
| 2022               | Caire          | 4a posició    | 25m pistola                   |
| 2023               | Bakú           | 35a posició   | 10m pistola d'aire            |
| 2023               | Bakú           | 53a posició   | 25m pistola                   |
| Jocs Europeus      |                |               |                               |
| 2015               | Bakú           | 23a posició   | 10m pistola d'aire            |
| 2015               | Bakú           | 2             | 25m pistola                   |
| 2019               | Minsk          | 3             | 10m pistola d'aire            |
| 2019               | Minsk          | 3             | 25m pistola                   |
| 2023               | Cracòvia       | 6a posició    | 10m pistola d'aire            |
| 2023               | Cracòvia       | 2             | 25m pistola                   |
| 2023               | Cracòvia       | 3             | 10m pistola Equip mixt        |
| Campionat d'Europa |                |               |                               |
| 2007               | Granada        | 12a posició   | 25m pistola                   |
| 2008               | Winterthur     | 37a posició   | 10m pistola d'aire            |
| 2011               | Brescia        | 25a posició   | 10m pistola d'aire            |
| 2011               | Belgrad        | 6a posició    | 25m pistola                   |
| 2012               | Vierumaeki     | 9a posició    | 10m pistola d'aire            |
| 2015               | Arnhem         | 2             | 10m pistola d'aire            |
| 2015               | Maribor        | 8a posició    | 25m pistola                   |
| 2016               | Gyor           | 2             | 10m pistola d'aire            |
| 2017               | Maribor        | 4a posició    | 10m pistola d'aire            |
| 2017               | Bakú           | 4a posició    | 25m pistola                   |
| 2019               | Osijek         | 27a posició   | 10m pistola d'aire            |
| 2019               | Bolonya        | 13a posició   | 25m pistola                   |
| 2020               | Cracòvia       | 6a posició    | 10m pistola d'aire            |
| 2021               | Osijek         | 26a posició   | 10m pistola d'aire            |
| 2021               | Osijek         | 14a posició   | 25m pistola                   |
| 2022               | Hamar          | 16a posició   | 10m pistola d'aire            |
| 2022               | Cracòvia       | 7a posició    | 25m pistola                   |
| 2023               | Tallinn        | 15a posició   | 10m pistola d'aire            |
| 2023               | Tallinn        | 14a posició   | 10m pistola d'aire Equip mixt |